# شوکا فوجی
شوکا فوجی (انگلیسی: Shuuka Fujii؛ زادهٔ ۱۴ اکتبر ۱۹۹۴) بازیگر، و رقصنده اهل ژاپن است. وی بین سال‌های ۲۰۰۸ تا ۲۰۱۷ میلادی فعالیت می‌کرد.